# اسپرانتینا (توکانتینس)
اسپرانتینا (به پرتغالی: Esperantina) یک منطقهٔ مسکونی در برزیل است که در توکانتینس واقع شده‌است. اسپرانتینا ۱۱٬۱۳۹ نفر جمعیت دارد.